# E-Rotic
E-Rotic – niemiecko-szwajcarsko-amerykański zespół muzyczny założony w 1994 roku przez Lyane Leigh i Richarda Michaela Smitha.
W 1994 roku wydali pierwszy singel „Max Don't Have Sex With Your Ex”, który dostał się na szczyty list przebojów. Kolejny singel „Fred Come To Bed” stał się równie popularny jak poprzedni. 
Z powodu konfliktów z managerem rozstali się z nim w 1996 roku i założyli zespół S.E.X. Appeal.
Nowymi członkami zespołu stali się Jeanette Christensen ze Szwajcarii i amerykański raper Terence D’Arby (nie mylić z amerykańskim wokalistą i autorem piosenek Terencem Trent D’Arbym, aktualnie nagrywającym pod nazwiskiem Sananda Maitreya).
W ścisłej tajemnicy było utrzymywane to, że Lyane Leigh podkładała swój głos na kolejnych produkcjach zespołu E-Rotic. Dopiero na płycie „Gimme Gimme Gimme” wydanej w 2000 roku można było usłyszeć głos Jeanette Christensen.
Około października 1996 roku Terence D’Arby opuścił zespół, a jego miejsce zajął amerykański piosenkarz i tancerz Ché Jouaner. Jeanette odeszła z zespołu w 2001 roku, a kolejni członkowie zespołu, którzy dołączyli w międzyczasie to Yasemin, która opuściła zespół w 2002 roku i Lydia, która odeszła na początku 2004 roku.
Zespół E-Rotic zakończył działalność pod koniec 2003 roku po czym w 2014 roku reaktywował się.

## Dyskografia

### Albumy
- 1995 – Sex Affairs
- 1996 – The Power Of Sex
- 1997 – Thank You For The Music
- 1997 – Sexual Madness
- 1998 – Greatest Tits
- 1999 – Kiss Me (w Japonii)
- 1999 – Mambo no. Sex
- 2000 – Gimme Gimme Gimme (w Japonii)
- 2000 – Missing You
- 2001 – Sexual Healing
- 2001 – The Very Best Of E-Rotic (w Japonii)
- 2001 – Sex Generation
- 2002 – The Collection (w Japonii)
- 2003 – Total Recall (ostatni wydany album)
- 2003 – Cocktail E-Rotic (w Japonii, ostatni wydany album)
- 2024 - Level Up

### Single
- 1994 – Max Don't Have Sex With Your Ex
- 1995 – Fred Come To Bed
- 1995 – Sex On The Phone
- 1995 – Willy Use A Billy... Boy
- 1996 – Help Me Dr. Dick
- 1996 – Fritz Love My Tits
- 1996 – The Power Of Sex
- 1996 – Gimme Good Sex
- 1997 – Turn Me On
- 1997 – The Winner Takes It All
- 1998 – The Horniest Single In The World
- 1998 – Baby Please Me
- 1998 – Thank You For The Music
- 1999 – Oh Nick Please Not So Quick
- 1999 – Kiss Me
- 1999 – Mambo no. Sex
- 2000 – Gimme Gimme Gimme
- 2000 – Queen Of Light
- 2000 – Don't Make Me Wet
- 2001 – King Kong
- 2001 – Billy Jive (With Willy's Wife)
- 2003 – Max Don't Have Sex With Your Ex 2003
- 2016 – Video Starlet
- 2018 – Mr. Mister
- 2020 – Max Don‘t Have Sex With Your Ex - Reboot 21
- 2021 – Murder Me '21
- 2021 – Head Over Heels
- 2021 – Heaven Can Wait
- 2023 – My Heart Is Ticking Like A Bomb
- 2023 – My Heart Is Ticking Like A Bomb (Remix)
- 2024 – "Maxxx" x Molow x Des3ett
- 2024 – The Winner Takes It All (nowa wersja)
- 2024 – You Hooked Me Up
- 2024 – Let‘s Get It Startet

### Wszystkie utwory
1. All i desire
2. Angel eyes
3. Angel's night
4. Baby please stop
5. Bad boy
6. Big Max
7. Billy jive
8. Cat's eye
9. Chico chaco
10. Come on make love to me
11. Crying like a child
12. Dance with the vamps
13. Do it all night
14. Don't go
15. Don't make me wet
16. Don't say we're through
17. Don't talk dirty to me
18. Dr Love
19. Dynamite
20. Ecstasy
21. En mon coeur
22. Erotic dreams
23. Falling for a witch
24. Final heartbreak
25. Fred come to bed
26. Freedom
27. Fritz love my tits
28. Get away
29. Gimme good sex
30. Give a little love
31. Give me delight
32. Got to get it right now
33. Gotta get it groovin
34. Hearts are a changing
35. Help me dr Dick
36. I want you
37. I'm horny
38. In the dark of the night
39. Is it you
40. It's just a little flirt
41. Jonny Y
42. King Kong
43. Kiss me
44. L.O.V.E
45. Lay back
46. Love and sex are free
47. Makin love in the sun
48. Mambo no sex
49. Manga maniac
50. Max don't have sex with your ex
51. Mi amante
52. Missing you
53. Molly Dolly
54. Move me baby
55. My heart goes boom boom
56. Oh Nick please not so quick
57. Ooh la la la
58. Ralph don't make love by yourself
59. Rock me baby
60. Sam
61. Save me
62. Send me a message of love
63. Seven seconds away
64. Sex machine
65. Sex me
66. Sex on the phone
67. Sexual healing
68. Sexual madness
69. Shag me
70. Shenandoah
71. Shy
72. Skin to skin
73. Take my love
74. Talk to your girl
75. Tears in your blue eyes
76. Temple of love
77. Test my best
78. The power of sex
79. The winner takes it all
80. Untouchable feeling
81. Veejay the dj
82. Voulez-vous coucher avec moi
83. When i cry for you
84. Why
85. Wild and strong
86. Wild love
87. Willy use a Billy boy
88. Wish you were here
89. You give me all i desire